# Anna Bolk

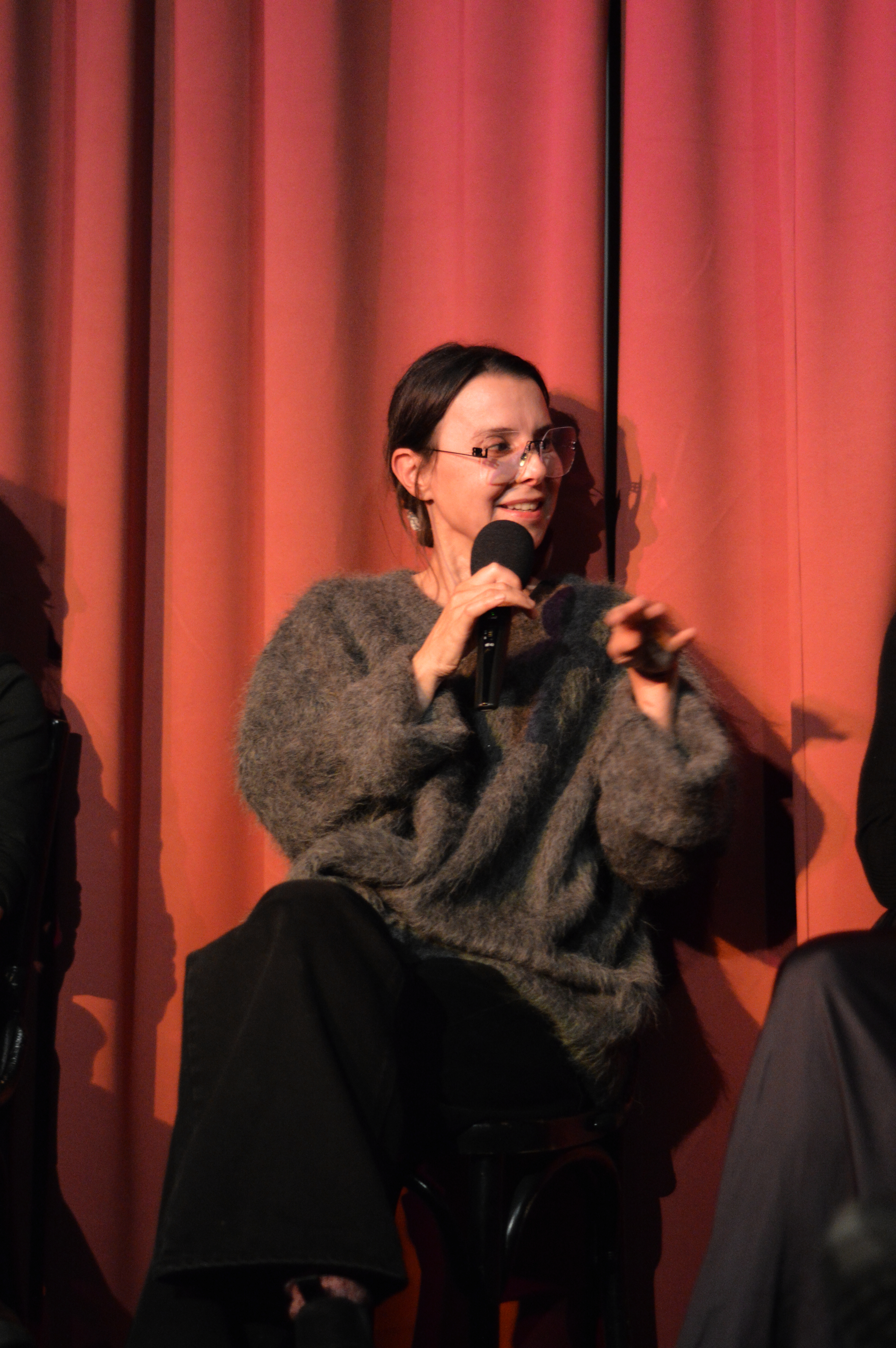
Anna Bolk bei einem Publikumsgespräch auf dem Transit Filmfest, Regensburg 2023.

Anna Bolk (* 31. August 1970 in Berlin-Charlottenburg) ist eine deutsche Schauspielerin, Sängerin und Autorin.

## Leben
Anna Bolk stammt aus einer Psychoanalytikerfamilie, wuchs in Berlin-Charlottenburg auf und machte dort Abitur. Nach ihrer Ausbildung an der Berliner Schule für Bühnenkunst ist sie seit Anfang der 1990er Jahre auf zahlreichen deutschen Bühnen zu sehen, unter anderem am Theater des Westens, dem Berliner Ensemble, dem Theater am Kurfürstendamm und dem St. Pauli Theater. Seit 2010 werden ihre Songtexte, Bearbeitungen, Szenen und Stücke an Kabarettbühnen im deutschsprachigen Raum gespielt. Sie ist Mitbegründerin und Autorin der Kabarettgruppe Alte Mädchen.

## Theatrografie (Auswahl)

### Als Schauspielerin
- 1991 Ich setz mich nicht mit Polacken, Theater zum westlichen Stadthirschen
- 1991–92 Rot für die Welt, Zwei Drittel
- 1992–93 Piaf – Ich bereue nichts, Kama Theater
- 1993 Sag mir wo die Blumen sind, Theater am Kurfürstendamm
- 1994 Piaf – Ich bereue nichts, Schmidt Theater
- 1994 My Fair Lady, Theater des Westens
- 1994–96 Blue Jeans, Theater des Westens
- 1996 Johnny Johnson, Theater des Westens
- 1997 Happy End, Berliner Ensemble
- 1998 30/60/90- durchgehend geöffnet, Theater des Westens
- 2002–04 Teñoritas, Fliegende Bauten Hamburg
- 2010–16 Heiße Zeiten – Die Wechseljahre-Revue, St. Pauli Theater
- 2015–16 Höchste Zeit, St. Pauli-Theater
- 2017–23 Alte Mädchen – Aufgetaucht
- 2022–23 Alte Mädchen – Macht

### Als Autorin
- Heiße Zeiten- die Wechseljahre-Revue, St. Pauli Theater -zusätzliche Liedtexte
- 49 1/2 Shades! Capitol Theater (Düsseldorf), St. Pauli-Theater -Libretto
- Dumm gelaufen, Ebertbad -Libretto
- Höchste Zeit, St. Pauli Theater, Ebertbad – Bearbeitung (zusammen mit Gerburg Jahnke)
- Alte Mädchen-Aufgetaucht, u. a. Theaterhaus Stuttgart, Die Wühlmäuse, Savoy Theater (Düsseldorf), Senftöpfchen
- Alte Mädchen-Macht, u. a. Unterhaus – Mainzer Forum-Theater, Gloria-Theater (Köln), Pantheon-Theater, Brunsviga (Kultur- und Kommunikationszentrum)

## Filmografie (Auswahl)

### Film
- 1994 Das Glück meiner Schwester, Regie: Angela Schanelec
- 2010 Philipp, Regie: Fabian Möhrke
- 2023 Und dass man ohne Täuschung zu leben vermag, Regie: Katharina Lüdin

### Fernsehen
- 1994–95 Unser Lehrer Doktor Specht, Regie: Werner Masten
- 2002 Wolffs Revier, Regie: Jürgen Heinrich

## Auszeichnungen
- Publikumspreis und Ensemblepreis Festival du Cinema de Brive – Philipp, 2011
- Bester Film, Preis der deutschen Filmkritik – Das Glück meiner Schwester, 1994